# Pierre Reverdy
Pierre Reverdy (Narbona, 11 settembre 1889 – Solesmes, 17 giugno 1960) è stato un poeta e aforista francese.
Sensibile alle ricerche dei pittori cubisti, accolse sulla rivista Nord-Sud (1917-1918) scritti di Max Jacob, Apollinaire e di esponenti del cubismo letterario.
Dal 1915 pubblicò, quasi di anno in anno, numerose raccolte poetiche, oltre a qualche volume di saggistica e narrativa. I suoi versi sono riuniti nei volumi: Plupart du temps (Maggior parte del tempo, del 1945) per il periodo 1915-1922 e Main-d'œuvre (Manodopera, del 1949) per gli anni 1925-1948 (con alcuni inediti giovanili).
Le sue poesie sono un tessuto di immagini insieme concrete e misteriose. Ammirato dai surrealisti, Reverdy ha lasciato un'impronta profonda nella poesia contemporanea. Appartato e riconoscente al mondo che lo ha fatto poeta, nel 1924 Aragon, Breton e Soupault dichiaravano pubblicamente di non avere difficoltà a dire che Reverdy fosse il più grande poeta vivente 

## Edizioni italiane
- Pierre Reverdy, La maggior parte del tempo, Collana La Fenice n.17, Guanda, Parma, 1966, pp.288.
- id., Il ladro di talento. Traduzione di Antonio Porta, testo a fronte, Collezione di Poesia n.87, Einaudi, Torino, 1972, pp.245.
- id., Il guanto di crine. Appunti, trad. F. Livi, Collana Ossidiana, Ares, 1993, ISBN 978-88-81-55036-4, pp.184.